# Hiukkavaara
Hiukkavaara (en finnois : Hiukkavaaran kaupunginosa) est  un  quartier du district de Hiukkavaara de la ville d'Oulu en Finlande.

## Description
Le quartier compte 851 habitants (31.12.2018).

## Galerie

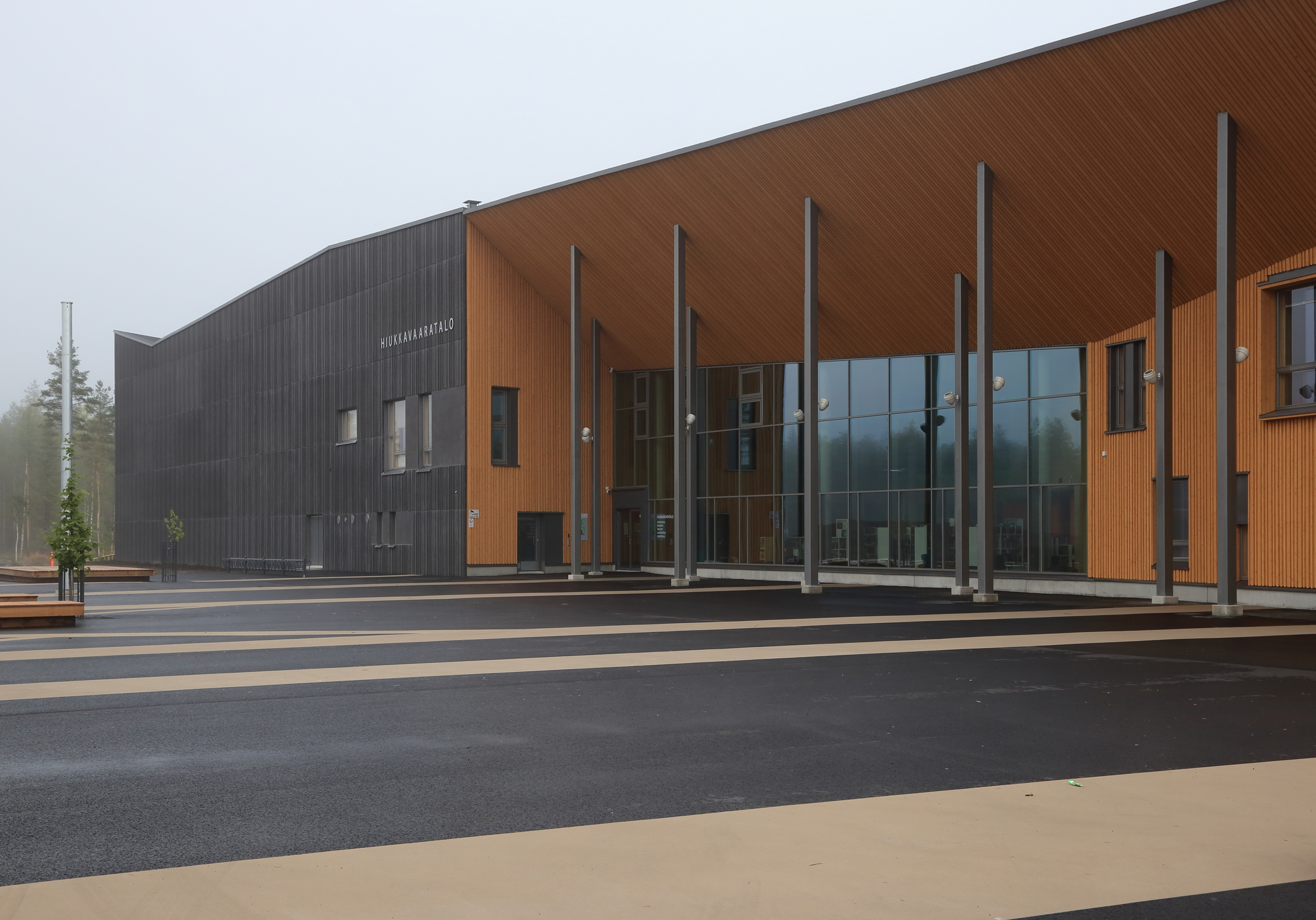
Maison communale.
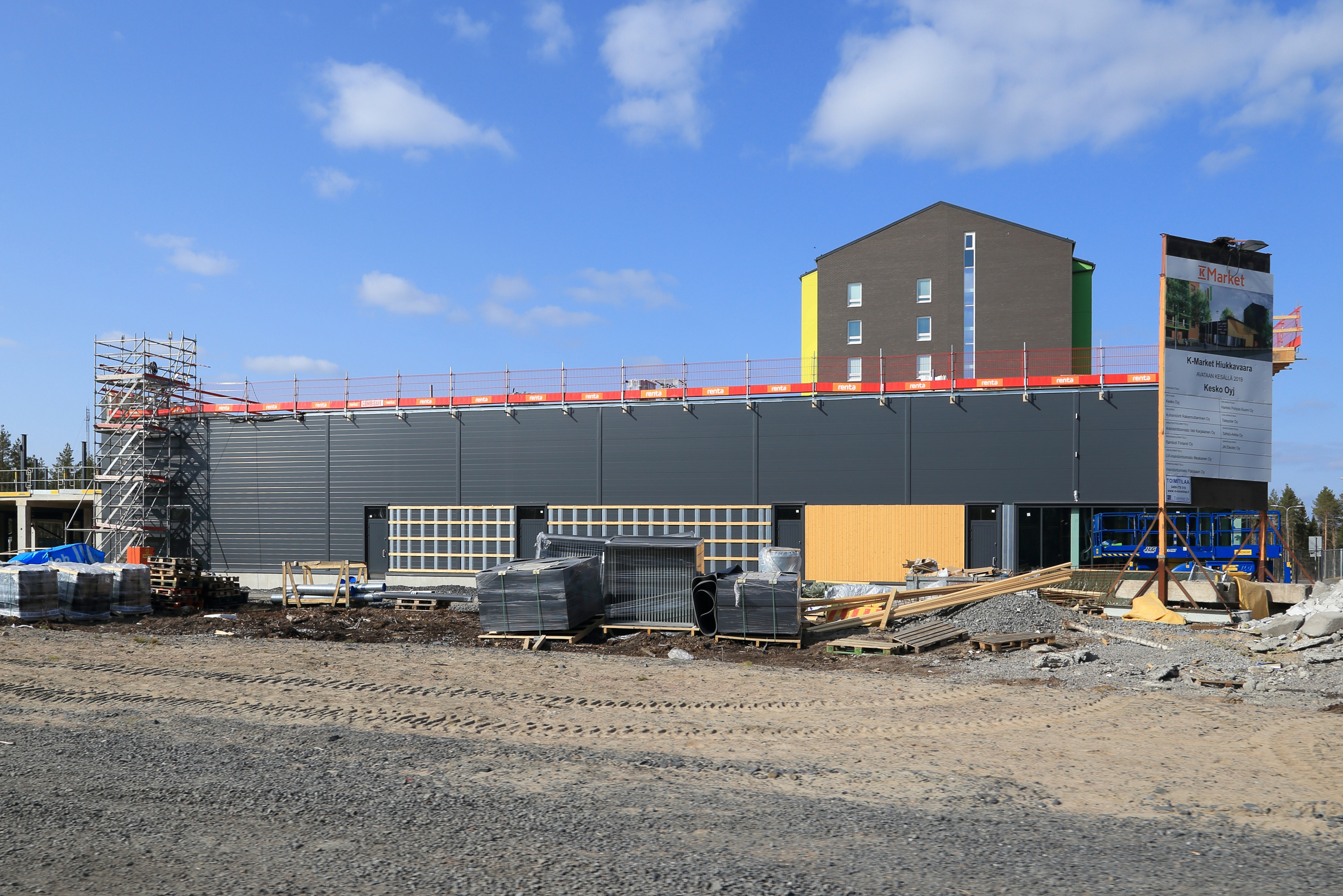
K-Market à Hiukkavaara.